# Jakub Luštinec
Jakub Luštinec (* 31. leden 1985) je český hokejový útočník.

## Kluby podle sezon
- 1999–2000 HC Lev Hradec Králové
- 2000–2001 HC Lev Hradec Králové
- 2001–2002 HC Lev Hradec Králové
- 2002–2003 HC VČE Hradec Králové
- 2003–2004 HC Moeller Pardubice
- 2004–2005 HC VČE Hradec Králové
- 2005–2006 HC VČE Hradec Králové, TJ SC Kolín
- 2006–2007 TJ SC Kolín, TMH Polonia Bytom
- 2007–2008 TMH Polonia Bytom
- 2008–2009 HC VČE Hradec Králové, TJ SC Kolín, VSK Technika Brno
- 2009–2010 HC GKS Katowice
- 2010–2011 HC Chrudim, HC Most
- 2011–2012 HC Most, HC Trutnov
- 2012–2013 Královští lvi Hradec Králové, HC Trutnov